# Mimi R. Koehl
Mimi A. R. Koehl (* 1. Oktober 1948 in Washington, D.C., Vereinigte Staaten) ist eine US-amerikanische Meeresbiologin und Hochschullehrerin. Sie ist Professorin am Department für Integrative Biologie an der University of California, Berkeley und erforscht die Physik biologischer Strukturen von Wasserorganismen.

## Leben und Werk
Koehl studierte Biologie am Gettysburg College, wo sie einen Bachelor-Abschluss Magna Cum Laude erhielt. Anschließend promovierte sie in Zoologie bei Steven Wainwright an der Duke University. Von 1976 bis 1977 forschte sie als Postdoktorandin bei Richard Strathmann in den Friday Harbor Laboratories der University of Washington und dann bis 1978 bei John Currey an der University of York. Sie lehrte dann bis 1979 an der Abteilung für Biologie und Medizin der Brown University sowie 1979 und 1984 als Gastprofessorin an den Friday Harbor Laboratories der University of Washington.
Seit 1983 ist Koehl Professorin am Department für Integrative Biologie der University of California, Berkeley.

## Forschung
Koehl erforscht die Physik der Interaktion von Organismen mit der Umwelt und untersucht dabei sowohl im Freiland als auch im Labor deren Fluiddynamik und die Biomechanik ihrer Struktur. Sie verwendet die Prinzipien der Ingenieurwissenschaften, insbesondere der angewandten Mechanik, um grundlegende biologische Prozesse zu verstehen. Mithilfe der Strömungs- und Festkörpermechanik untersucht Koehl eine Vielzahl von Problemen, die von der Erfassung von Molekülen durch Riechantennen und der Filterung von Nahrungspartikeln durch Wassertiere bis hin zu den Mechanismen reichen, mit denen am Boden lebende Meeresorganismen Wellen und Strömungen standhalten.
Ihr Forschungsschwerpunkt liegt auf der Frage, wie mikroskopisch kleine Lebewesen in turbulenten Wasserströmungen schwimmen und Nahrung fangen. Sie untersucht, wie sich Meereslarven in geeignete Lebensräume begeben und erforscht die hydrodynamischen Folgen der Bildung mehrzelliger Kolonien der Tiere. Sie untersucht auch, wie Organismen wie Kelp, Seegras und Korallen die umgebenden Wasserströmungen und Wellen beeinflussen und nutzen, wie Meeresorganismen vermeiden, weggeschwemmt zu werden.

## Auszeichnungen und Ehrungen (Auswahl)
- 1988: Guggenheim-Stipendium[4]
- 1990: MacArthur Fellowship[5]
- 1990–1995: Stipendienpreis der MacArthur-Stiftung
- 1993: Fellow der California Academy of Science
- 1998–1999: Phi Beta Kappa Gastwissenschaftler
- 2000–2001 und 2013–2014: Miller-Professur
- 2001: Wahl in die National Academy of Sciences
- 2002: Borelli Award, American Society of Biomechanics
- 2002: Wahl in die American Academy of Arts and Sciences[6]
- 2005–2010: Virginia G. und Robert E. Gill Lehrstuhl, University of California, Berkeley
- 2006: Ehrendoktorwürde, Gettysburg College
- 2006: Rachel Carson Award, American Geophysical Union
- 2007: Mitglied der American Association for the Advancement of Science
- 2008: John Martin Award, Association for the Sciences of Limnology and Oceanography
- 2009: Muybridge Award, International Society of Biomechanics
- 2009: Ehrendoktorwürde, Bates College
- 2011: Li Ka Shing, angesehener Dozent (China)
- 2015: Mimi AR Koehl and Steven Wainwright Award der Society for Integrative and Comparative Biology, Division of Comparative Biomechanics[7]
- 2017: Simons Fellow, Newton Institute for Mathematical Sciences, Universität Cambridge
- 2018: Auszeichnung für herausragende Alumni, Graduiertenschule der Duke University
- 2018: Fellow der American Physical Society

## Veröffentlichungen (Auswahl)
- Wave-Swept Shore: The Rigors of Life on a Rocky. University of California Press, 2006, ISBN 978-0520238121.